# Coldridge
Coldridge lub Coleridge – wieś i civil parish w Anglii, w Devon, w dystrykcie Mid Devon. W 2011 civil parish liczyła 498 mieszkańców. Coldridge jest wspomniana w Domesday Book (1086) jako Colrige/Colriga.